# Poulton (Gloucestershire)
Poulton é uma paróquia e aldeia do distrito de Cotswold, no condado de Gloucestershire, na Inglaterra. De acordo com o Censo de 2011, tinha 408 habitantes. Tem uma área de 6,48 km².